# Čulym (affluente dell'Ob')
Il Čulym' (in russo Чулым?) è un fiume della Russia siberiana meridionale, affluente di destra dell'Ob'. Scorre nella Chakassia, nel Territorio di Krasnojarsk e nell'Oblast' di Tomsk.

## Descrizione
Il Čulym ha origine dall'unione dei due rami sorgentiferi Belyj Ijus (Белый Июс; Ijus Bianco) e Čërnyj Ijus (Чёрный Июс; Ijus nero) che scendono dalla catena montuosa del Kuzneckij Alatau; scorre verso est e, prima di raggiungere il villaggio di Balachta, il corso del Čulym dista dall'Enisej solo 7,5 km. Si dirige quindi verso nord, bagnando la città di Ačinsk, oltre la quale comincia a descrivere una ampia ansa in direzione ovest. Dopo l'insediamento di Tegul'det il Čulym diventa un fiume di pianura, molto ampio (fino a 1 200 metri), dalla corrente lenta e ricco di meandri e bracci morti. Alcune decine di chilometri prima della città di Asino il fiume curva verso nord-ovest e successivamente verso ovest; sfocia nell'Ob' vicino all'insediamento di Igrekovo, a valle di Molčanovo.
Il fiume ha una lunghezza di 1 799 km e il suo bacino è di 134 000 km². La sua portata media, a 62 km dalla foce, al villaggio di Baturino, è di 782,29 m³/s. Quello del Čulym è il secondo bacino fluviale più grande tra i tributari dell'Ob' dopo l'Irtyš. Il fiume è gelato, in media, dai primi di novembre a fine aprile-inizio maggio; è navigabile per 1 173 km a monte della foce.
Tra i suoi affluenti, i maggiori sono Čërnyj Ijus, Serež, Urjup, Čindat, Kija, Jaja e Bol'šaja Juksa da sinistra; Bol'šoj Uluj, Kemčug, Čičkajul e Ulujul da destra. 
Lungo il suo corso tocca alcuni centri urbani di una certa rilevanza; oltre alle già citate Ačinsk e Asino, si ricordano Nazarovo, Bogotol e Pervomajskoe.

## Fauna
Il fiume è ricco di pesci, tra questi: pesce persico, luccio, storione, Coregonus nasus e Coregonus peled.